# Kingsman: The Secret Service
Kingsman: The Secret Service ist eine britisch-US-amerikanische Agenten-Action-Komödie von Matthew Vaughn aus dem Jahr 2014. Es ist eine Verfilmung des gleichnamigen Comics von Mark Millar und Dave Gibbons und der erste Teil der Kingsman-Filmreihe.

## Handlung
Kingsman ist eine Maßschneiderei in der Savile Row und Tarnfirma einer geheimen, regierungsunabhängigen Organisation, die nach dem Ersten Weltkrieg von Englands Adelshäusern gegründet wurde, um das Land vor Gefahren zu schützen. Ihre Mitglieder erhalten eine Ausbildung zum Gentleman-Spion und tragen die Namen von Personen der Artussage.
Während eines Einsatzes im Nahen Osten 1997 opfert ein Mitglied der Kingsman sein Leben, um seine Kameraden zu retten. Harry „Galahad“ Hart, der Kopf der Truppe, übergibt daraufhin der Witwe des Verstorbenen eine Tapferkeitsmedaille. Diese lehnt sie allerdings ab, und so übergibt er sie stattdessen ihrem Sohn Gary „Eggsy“ und sagt ihm, dass er ihn im Notfall über eine auf der Rückseite eingravierte Telefonnummer unter Angabe eines Codewortes erreichen könne.
17 Jahre später gibt sich der Internet-Milliardär Richmond Valentine als Menschenfreund aus und verspricht allen Menschen weltweit Gratis-SIM-Karten, mit denen sie kostenlos telefonieren und im Internet surfen können. Gleichzeitig lässt er im Geheimen wichtige Politiker und Mitglieder von Königshäusern aus der ganzen Welt entführen. Er plant, die Welt zu „retten“, indem die Weltbevölkerung drastisch dezimiert wird. Dazu sollen seine SIM-Karten ein Signal emittieren, welches die Menschen dazu bringt, in blindwütiger Eskalation übereinander herzufallen und sich so gegenseitig umbringen. Seinen Anhängern lässt er einen Chip in den Kopf implantieren, der sie vor dem Signal schützt. Die entführten Würdenträger werden in die Freiheit entlassen, sobald sie sich dem Plan anschließen, andernfalls bleiben sie Gefangene, bis der Umsturz vorüber ist. Unerwähnt bleibt, dass die Implantate auch dazu verwendet werden können, seinen Träger gezielt zu töten, zum Beispiel, falls jemand versucht, den Plan zu verraten.
Der Kingsman „Lancelot“ entdeckt bei der Observierung zweier Söldner in Argentinien zufällig, dass diese eines der Entführungsopfer, Professor James Arnold, gefangen halten. Der Professor ist überzeugt von der Gaia-Hypothese, der zufolge – so heißt es im Film – sich die Welt selbst heilen könne, aber die Menschheit, und deren umweltschädliches Verhalten, dieser Selbstheilung im Wege stünde, was der Ideologie Valentines in den Grundsätzen ähnelt. Die zunächst erfolgreich verlaufende Befreiungsaktion überlebt Lancelot nicht, da plötzlich Gazelle auf den Plan tritt, Valentines Leibwächterin, Vollstreckerin und rechte Hand.
In London ist Eggsy mittlerweile zu einem jungen Mann herangewachsen. Er lebt mit seiner Mutter, seiner kleinen Halbschwester und seinem despotischen Stiefvater zusammen. Obwohl er intelligent und talentiert ist, hat er eine militärische Ausbildung abgebrochen und lebt ein Leben als Nichtsnutz. Nachdem er wegen Autodiebstahls und anschließender Flucht vor der Polizei verhaftet worden ist, ruft Eggsy die Nummer an, die sich auf der Medaille befindet. Galahad arrangiert daraufhin seine Freilassung und lädt ihn zum Rekrutierungsprogramm der Kingsman ein, da sie nach einem Ersatz für Lancelot suchen. Dort muss sich Eggsy gegen acht weitere Kandidaten durchsetzen. Die Aufnahmeprüfungen, bei denen ein Teilnehmer nach dem anderen ausscheidet, leitet der erfahrene Kingsman Merlin. Am Ende des Ausscheidungsverfahrens verbleiben noch Eggsy und die ehrgeizige Roxy im Rennen. Als letzte Prüfung soll Eggsy seinen Hund erschießen. Da er sich weigert und damit den Abschlusstest nicht besteht, wird Roxy zum neuen Lancelot erklärt. Später stellt sich heraus, dass die Pistole lediglich mit Platzpatronen geladen war: Es war der letzte Test, ob der Kingsman bereit ist, einen Auftrag auszuführen, auch wenn ihm dieser zuwider ist.
In der Zwischenzeit ist Professor Arnold wieder aufgetaucht. Als ihn Galahad zu seinem Treffen mit Valentine befragen will, aktiviert Valentine sein Implantat, sodass sein Kopf explodiert, ehe er etwas verraten kann. Daraufhin wird Galahad von zwei bewaffneten Männern attackiert, denen er jedoch verwundet entkommen kann. Der Tod des Professors führt die Kingsman auf die Spur von Valentine. Nachdem Galahad durch seine Verwundung lange im Koma gelegen hat, gibt er sich als Milliardär aus, um sich mit Valentine zum Dinner zu treffen und mehr über sein Vorhaben zu erfahren.
Später lässt sich Valentine in der Kingsman-Schneiderei ausstatten, wo er Galahad und Eggsy zufällig trifft. Durch ihre Tonüberwachung erhalten die Kingsman einen Hinweis auf eine fundamentalistische Südstaatenkirche in Kentucky, wohin sich auch Galahad begibt. In dieser Kirche führt Valentine einen Test seiner SIM-Karten durch, alle Kirchenbesucher fallen übereinander her. Auch Galahad beteiligt sich an dem Gemetzel, kann sich mit seinen Nahkampffähigkeiten jedoch behaupten. Als er die Kirche als einziger Überlebender verlässt, gibt sich Valentine als Auslöser des Chaos zu erkennen und schießt Galahad in den Kopf.
Genauso wie Merlin und Arthur, der oberste Chef der Kingsman, im Kingsman-Hauptquartier kann auch Eggsy in Galahads Haus das Geschehen per Videoübertragung mitverfolgen. Er begibt sich zur Tarnfirma und entdeckt dort, dass Arthur bereits auf Valentines Seite steht, da er am Kopf eine Implantatnarbe hat. Als Arthur Eggsy mit einem vergifteten Getränk töten will, vertauscht dieser unbemerkt die Gläser, sodass Arthur sich selbst vergiftet.
Nach dem Tod von Arthur machen sich der per unterirdischer Rohrpost im Kingsman-Hauptquartier angekommene Eggsy, Roxy und Merlin auf, um Valentines wahnsinniges Vorhaben zu vereiteln. Um das Signal an die Valentine-SIM-Karten zu unterbinden, steigt Roxy mit Hilfe zweier Gasballons in die Stratosphäre auf und zerstört einen von Valentines Kommunikationssatelliten mit einer Rakete. Gleichzeitig fliegt Merlin Eggsy zu Valentines Hauptquartier in den Bergen, wo dieser und die „Auserwählten“ die Zeit bis zum Ende des Vorhabens in Sicherheit verbringen. Dort versucht Eggsy, sich unter die Leute zu mischen und Merlin über das WLAN-Netz Zugriff zu Valentines Systemen zu gewähren. Er wird allerdings von Charlie, der mit ihm im Rekrutierungsprogramm war und dessen reiche Familie von Valentine eingeladen wurde, erkannt und enttarnt. Nach seiner Flucht zurück ins Flugzeug erfährt er, dass Valentines System biometrisch gesichert ist, Merlin sich also keinen Zugriff verschaffen kann. Valentine leitet unterdessen sein Signal auf einen anderen Satelliten um, und die weltweite Masseneskalation beginnt.
Während sich Eggsy erneut kämpfend auf den Weg zu Valentine begibt, begegnet er der im Bunker gefangengehaltenen Prinzessin Tilde. Galant verlangt Eggsy den sprichwörtlichen „Kuss von der Prinzessin“ für deren Befreiung, zuvor müsse er aber noch die Welt retten. Unverhohlen bietet Tilde ihm „mehr als einen Kuss“ als Belohnung an. Als Eggsy in eine schier ausweglose Situation gerät, gelingt es Merlin, die den „Auserwählten“ implantierten Chips zur Explosion zu bringen, und so alle Valentine-Anhänger zu töten. Da Valentine selbst und seine Leibwächterin kein Implantat haben, kämpft Eggsy anschließend gegen Gazelle und tötet sie nach einem harten Kampf durch eine vergiftete Klinge in seinem Schuh. Zuletzt tötet er auch Valentine, indem er ihm eine Klinge von Gazelles Beinprothese in den Rücken wirft und beendet die Eskalation damit. In der Abschlussszene betritt Eggsy mit einer Champagnerflasche gerüstet Tildes Zelle, wo sie ihm bereitwillig die versprochene Belohnung zuteilwerden lässt.
In einer Mid-Credit-Szene befreit Eggsy – mittlerweile vollwertiges Kingsman-Mitglied und der neue Galahad, da der alte als tot gilt – seine Mutter aus den Fängen seines gewalttätigen Stiefvaters und bietet ihr ein neues Leben an.

## Synchronisation
| Darsteller         | Deutscher Sprecher        | Rolle                            |
| ------------------ | ------------------------- | -------------------------------- |
| Taron Egerton      | Constantin von Jascheroff | Gary „Eggsy“ Unwin               |
| Colin Firth        | Tom Vogt                  | Harry Hart / Galahad             |
| Mark Strong        | Oliver Siebeck            | Merlin                           |
| Samuel L. Jackson  | Engelbert von Nordhausen  | Richmond Valentine               |
| Sophie Cookson     | Maria Hönig               | Roxy / Lancelot                  |
| Sofia Boutella     | Lo Rivera                 | Gazelle                          |
| Michael Caine      | Jürgen Thormann           | Chester King / Arthur            |
| Samantha Womack    | Alexandra Wilcke          | Michelle Unwin                   |
| Edward Holcroft    | Jacob Weigert             | Charlie Hesketh                  |
| Hanna Alström      | Anna Carlsson             | Prinzessin Tilde                 |
| Geoff Bell         | Roman Kretschmer          | Dean                             |
| Mark Hamill        | Hans-Georg Panczak        | Professor James Arnold           |
| Bjørn Floberg      | Jonas Bergström           | Premierminister Morten Lindström |
| Jack Cutmore-Scott | Marius Clarén             | Rufus                            |
| Jack Davenport     | Karlo Hackenberger        | Lancelot                         |
| Fiona Hampton      | Anne Helm                 | Amelia                           |
| Morgan Watkins     | Ricardo Richter           | Rottweiler                       |
| Jordan Long        | Lutz Schnell              | Poodle                           |
| Tobi Bakare        | Julius Jellinek           | Jamal                            |
| Lily Travers       | Victoria Frenz            | Lady Sophie                      |
| Nicholas Banks     | Henning Nöhren            | Digby                            |
| Velibor Topić      | Waléra Kanischtscheff     | Big Goon                         |

## Produktion
Der Film wurde u. a. in den Warner Bros. Studios Leavesden sowie den Pinewood Studios in London gedreht.

### Soundtrack
Als Filmmusik fanden folgende Musiktitel Verwendung:
- Dire Straits – Money for Nothing
- Dizzee Rascal und Armand Van Helden – Bonkers
- John Newman – Feel the Love
- Lynyrd Skynyrd – Free Bird (Massaker in der Kirche)
- Edward Elgar – Pomp & Circumstance
- KC and the Sunshine Band – Give It Up
- Bryan Ferry – Slave to Love (Schlussszene)
- Take That – Get Ready for It
- Iggy Azalea & Ellie Goulding – Heavy Crown

## Veröffentlichung
Der Film feierte seine Premiere beim Butt-Numb-A-Thon Film Festival am 13. Dezember 2014. Der Kinostart in Deutschland war am 12. März 2015. Die Free-TV-Premiere im deutschsprachigen Raum erfolgte am 8. Januar 2017 auf SRF zwei. ProSieben strahlte zur Hauptsendezeit ab 20:15 Uhr eine um etwa sieben Minuten gekürzte Fassung aus. So wurde fast das gesamte Kirchen-Massaker herausgeschnitten, die Details der Tötungen zahlreicher Protagonisten sowie mehrere Einstellungen in Valentines Bunker. Diese Szenen wurden teilweise bei den Wiederholungen nach 23 Uhr gezeigt, bei denen vor dem Film der Warnhinweis „Dieser Film ist für Zuschauer unter 16 Jahren nicht geeignet“ eingeblendet wurde.

## Rezeption

### Kritiken
Kingsman: The Secret Service erhielt bisher überwiegend positive Kritiken. Bei Rotten Tomatoes sind 75 % der Kritiken positiv bei 264 Kritiken. Die durchschnittliche Bewertung beträgt 6,8/10. Bei Metacritic erhält der Film eine Bewertung von 60 %, basierend auf 50 Kritiken.
Peter Travers von der Zeitschrift Rolling Stone bemerkte, der „heftig zuschlagende“ Action-Film sei „außerordentlich geschüttelt, nicht gerührt“ und würde „bis zum Schluss Unterhaltung bieten, selbst dann, wenn die Handlung nicht mehr ganz schlüssig ist“. Anthony Lane von The New Yorker kritisierte, nur „wenige Filme der letzten Zeit“ seien „so an den Haaren herbeigezogen wie Kingsman“. Dennoch erwarte er, dass „zahlreiche Kinogänger das schamlose Vergnügen genießen“ werden, obwohl der Film sich an einigen Stereotypen auslasse. Manohla Dargis von der New York Times gefiel der Film, jedoch kritisierte sie die Verwendung von Gewalt als filmisches Mittel, wodurch der Film „erzählerisch überzogen“ sei („narrative overkill“). Jason Ward von The Guardian schrieb, „alles an Kingsman überspielt nur den Fakt, dass der Film solide konservativ ist“. Jordan Hoffman schrieb in derselben Zeitung, „der Geist von 007 befindet sich im gesamten Film“, allerdings habe Vaughns Drehbuch „eine Lizenz, das Vorbild zu parodieren“. Peter Sobczynski von der Website rogerebert.com gab dem Film 2 von 4 Sternen und schätzt Vaughns Drehbuch als Spionagefilm-Äquivalent zu Scream (1996), jedoch kritisierte er ebenfalls den übermäßigen Gebrauch von expliziter Gewalt, trotz der cartoonhaften Darstellung. Der Filmdienst nannte Kingsman eine „gestylte, mit Filmzitaten gespickte Comic-Verfilmung voller vorzüglich choreografierter Kampf- und Actionszenen, die genussvoll englische Klassenunterschiede ironisiert“, jedoch würden die „exzessiven Gewaltorgien“ den Film „zum selbstzweckhaft-zynischen Spektakel gerinnen“ lassen. David Siems von epd Film vergab 3 von 5 Sternen und kommt zu dem Schluss, dass Kingsman alles habe, was „Bond-Fans klassischer Schule“ brauchen: „vertraute Agenten-Gadgets (Schuh mit Klappmesser!), im doppelten Wortsinn messerscharfe Sidekicks und ein furioses Finale, das natürlich jeder Logik widerspricht.“

### Einspielergebnis
Der Film konnte bei einem Budget von etwa 81 Millionen US-Dollar ein Einspielergebnis von rund 414 Millionen US-Dollar erzielen.

### Auszeichnungen (Auswahl)
Der Film war 2016 in vier Kategorien für den Saturn Award nominiert. 2015 wurde die Produktion als Bester Britischer Film mit dem Empire Award ausgezeichnet, Taron Egerton erhielt die Auszeichnung als Bester Newcomer.

## Fortsetzungen
Millar und Vaughn hatten angegeben, dass eine Fortsetzung erwogen werde, wenn der Film in den Kinos gut laufe. Das Sequel beleuchtet das amerikanische Äquivalent zu den Kingsman, die sogenannten Statesman. Ihr Hauptsitz befindet sich unter einer Destillerie mit dem Namen „Statesman Whiskey“. Kingsman: The Golden Circle kam am 22. September 2017 in die US-amerikanischen Kinos. In den deutschsprachigen Kinos lief der Film bereits einen Tag früher an.
Am 22. Dezember 2021 kam das Prequel The King’s Man: The Beginning, das von der Gründung der Organisation und den ersten Kingsman handelt, in die US-amerikanischen Kinos.